# Robert Maxwell (1er comte de Farnham)
Pour les articles homonymes, voir Maxwell.
Robert Maxwell (vers 1720 - 16 novembre 1779) est un pair irlandais, membre du Parlement de Grande-Bretagne et du Parlement d'Irlande.

## Biographie
Il est le fils de John Maxwell (1er baron Farnham) et Judith Barry, et fait ses études au Trinity College, à Dublin. À la mort de son père en 1759, il hérite du domaine Farnham à Cavan. Il est nommé haut-shérif de Cavan en 1757.
Il est élu à la Chambre des communes irlandaise pour Lisburn en 1743, poste qu'il occupe jusqu'en 1759. Passé en Angleterre, il devient également membre du Parlement pour Taunton lors d'une élection partielle extrêmement coûteuse en 1754, son père offrant 3 000 £ en plus des fonds du « service secret » du gouvernement pour assurer son élection. Il décrit la campagne, dans une lettre adressée à Lord George Sackville, comme « beaucoup de beuglement, de beuveries et d’embrasser des centaines de femmes ; mais c’était à bon escient… Je peux me permettre de dire que j’ai maintenant près de 150 voix majorité ».
Il devient le 6 août 1759 baron Farnham. Il est nommé vicomte Farnham le 10 septembre 1760 et comte de Farnham le 13 mai 1763. Il entre au Conseil privé d'Irlande le 19 septembre 1760. Il reste à la Chambre des communes anglaise jusqu'en 1768, réélu en 1761 et appuyant les gouvernements de Lord Bute et de George Grenville, bien qu'aucune intervention n'ait été relevée à la Chambre.

## Famille
Lord Farnham se marie à deux reprises, la première fois en 1759 avec Henrietta Cantillon, comtesse douairière de Stafford (décédée en 1761), fille de Philip Cantillon. Ils ont deux enfants, John (décédé en 1777) et Henrietta (décédée en 1852). Il se remarie en 1771 avec Sarah, fille de Pole Cosby. À sa mort, les titres de comte et de vicomté disparurent, tandis que la baronnie passe à son frère, Barry Maxwell.